# ウボンラット
ウボンラッタナラーチャカンヤーシリワッタナーパンナワディー（ทูลกระหม่อมหญิงอุบลรัตนราชกัญญา สิริวัฒนาพรรณวดี, 旧名、ウボンラッタナラーチャカンヤー、1951年4月5日 - ）は、タイ王国の王族。
ラーマ9世国王（プーミポン・アドゥンラヤデート）とシリキット王妃の長女。ラーマ10世国王（ワチラーロンコーン）の姉。外国人と結婚したため、王族籍は消滅した。離婚した今でも、王族的な扱いを受けている。
王族籍を保有していた時代は「ソムデットプラチャオルークヤートゥーチャオファー」を冠していて、当時の英語での称号はHer Royal Highness。

## 略歴
1951年、ラーマ9世国王とシリキット王妃の長女としてスイスのローザンヌで誕生。少女時代には父親と共にヨットレースに出場するなどスポーツ好きであった。姉弟妹の中でも特に成績優秀でマサチューセッツ工科大学（MIT）に留学している。
MIT在学中に知り合ったピーター・ラッド・ジェンセン（アメリカ人）と結婚したことにより王族籍が剥奪される（王室典範によるもの）。MITで理学士号（数学）を取得後、カリフォルニア大学ロサンゼルス校（UCLA）で公衆衛生学の修士号を取得し、同校で数年間教鞭をとる。ピーターとの間には3人の子供をもうけた。
1998年には離婚しタイへ帰国。現在では、ラーマ9世の外戚として王族に準じた扱いを受けている。
2018年5月に若者向けの音楽ライブで「恋するフォーチュンクッキー」のタイ語カバー曲「คุกกี้เสี่ยงทาย」（クッキーシアンターイ）を歌を披露した。
2019年2月8日、タイ国家維持党の首相候補として2019年タイ総選挙に出馬することが明らかになったが、実弟のラーマ10世が直ちに「たとえ王族籍はなくとも、現国王（たる私）の姉であること、王族であることに変わりはなく、いかなる形であれ政治職につくことは不適切な行為だ」としてこれに反発する声明を発し、わずか1日で撤回に追い込まれた。

## 子女
- プローイパイリン - 長女。デビッド・ホイーラーと結婚、二男一女あり
- プム - 長男。スマトラ島沖地震で死去
- シリキティヤー - 次女。